# Magshimim
Magshimim (tiếng Hebrew: מגשימים) là một moshav thuộc hạt Quận Trung, Israel. Magshimim thuộc thẩm quyền quản lý của Hội đồng vùng Drom HaSharon. Dân số tháng 12 năm 2012 là 1,040 người.